# Sentier Transcanadien

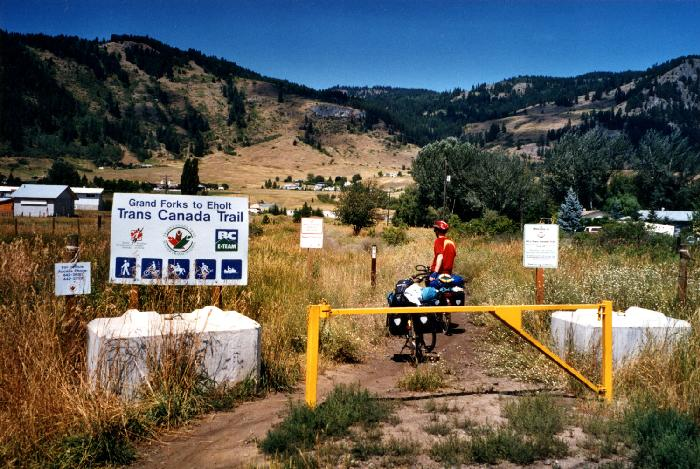
Sentier en Colombie-Britannique

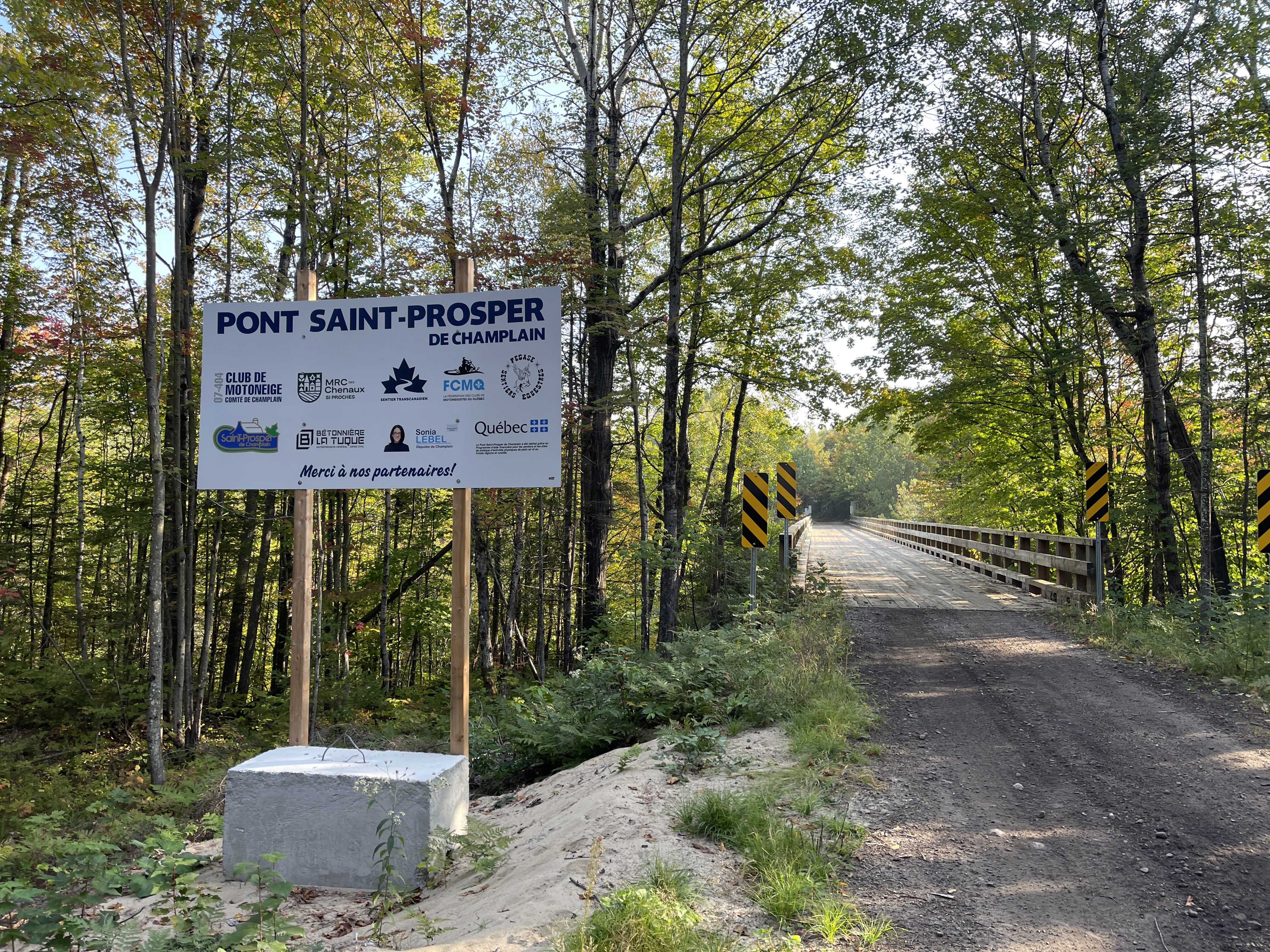
Ancienne voie ferrée convertie en Sentier Transcanadien, pont de Saint-Prosper-de-Champlain, Québec

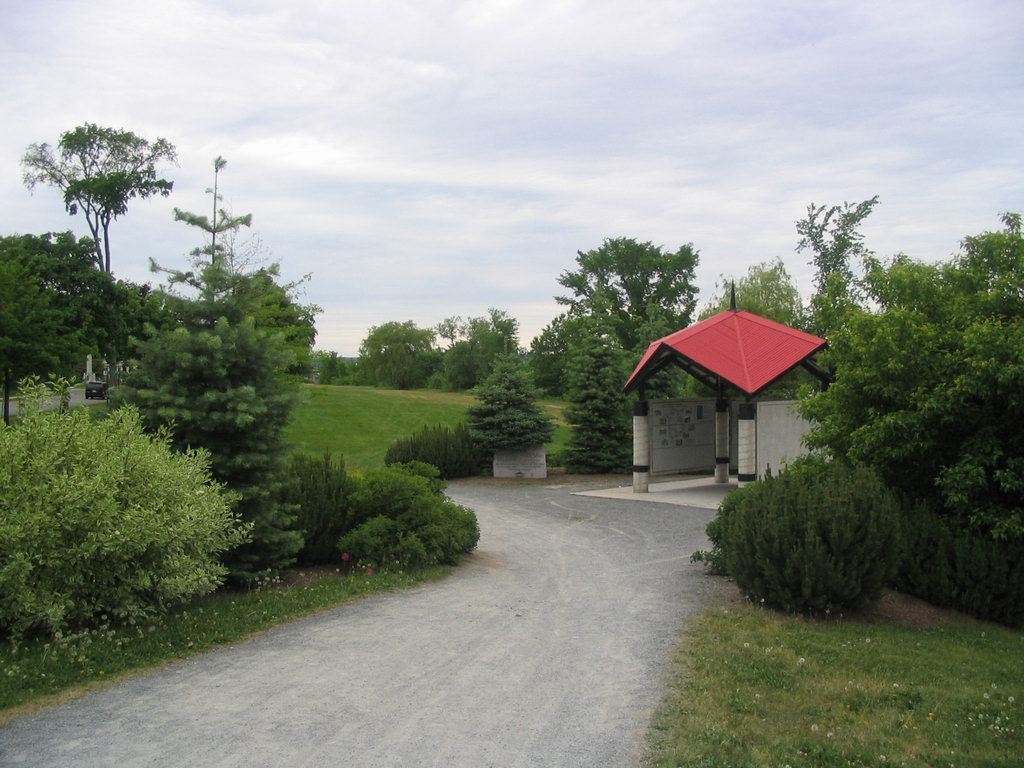
Sentier transcanadien à Fredericton au Nouveau-Brunswick

Le sentier Transcanadien est le réseau de sentiers récréatifs le plus long du monde. Une fois qu’il sera entièrement raccordé, le Sentier s’étendra sur 23 000 km, rejoignant les océans Atlantique, Pacifique et Arctique. Plus de 22 000 km sont déjà bâtis et utilisables, donc le Sentier est 93 % raccordé en 2017. L’organisme du Sentier indique que 240 segments, totalisant 6 200 km, doivent être raccordés afin de compléter le réseau. Le Sentier vise d’atteindre cet objectif pour 2017, lors du 25e anniversaire du Sentier et le 150e anniversaire de la Confédération canadienne.
La création du Sentier a été annoncée lors du cent vingt-cinquième anniversaire de la Confédération canadienne en 1992. Quand il sera arrivé à son étape ultime, il sera le plus long sentier récréotouristique au monde. Il est comparable à d'autres sentiers polyvalents comme l'EuroVelo.
Le Sentier est financé en grande partie par les différentes structures publiques canadiennes (fédéral, provincial et municipal ou de comté ), par des dons provenant de différentes sociétés privées ou publiques et par des dons de personnes physiques. 
Le réseau du sentier Transcanadien est composé de plus de 400 sentiers locaux. Chaque tronçon est conçu, possédé et géré par les groupes de sentier locaux, les offices de protection de la nature ou par les différents structures publiques canadiennes, par exemple dans le parc de la Gatineau. Les sentiers sont des voies vertes.
De plus, plusieurs parties du Sentier sont le résultat de la transformation d’anciens chemins de fer qui ont été légués par CP et CN et qui sont devenus des sentiers de randonnée. C'est le cas d'une section de  section de 78 km allant de Smiths Falls à Harrowsmith partagée avec le sentier de la Cataraqui. Le pont à chevalets Kinsol sur l’île de Vancouver est un autre exemple d’un ancien chemin de fer qui a subi de vastes rénovations afin d'être un sentier qui accueille maintenant les piétons et les cyclistes.
Des milliers de Canadiens, de groupes locaux, de compagnies, d’entreprises locales et tous les structures publiques canadiennes sont impliqués dans la conception et le maintien de ces sentiers. Le sentier Transcanadien ne possède ni n’exploite les différents tronçons du réseau. Ainsi, le sentier Transcanadien pourrait être considéré l’un des plus grands projets à base de bénévolat entrepris au Canada.
La principale partie du Sentier longe le Sud du Canada et raccorde la plupart des villes majeures. On compte aussi une double branche nordique, qui relie Edmonton (Alberta) à Tuktoyaktuk en passant par Inuvik, dans les Territoires du Nord-Ouest.
Le Sentier offre un accès à plusieurs types d’usages selon le tronçon. En tout, sur le Sentier canadien,  on peut pratiquer de la randonnée pédestre, le vélo, l’équitation, le ski de fond et la motoneige.
Le « kilomètre zéro » du Sentier est à Saint-Jean dans la province de Terre-Neuve-et-Labrador.